# 黄边副鳞鲀
黄边副鳞鲀（学名：Pseudobalistes flavimarginatus）为輻鰭魚綱魨形目鱗魨亞目鳞鲀科副鳞鲀属的鱼类。分布于印度太平洋區，從红海、非洲东岸至菲律宾和日本以及西沙群岛海域等，属于暖水性鱼类，本魚體呈長橢圓形且側扁，口端位，體呈黃褐色，每一鱗片具有綠色點，第一背鰭黃色，第二背鰭、臀鰭、胸鰭和尾鰭綠色，鰭緣橙色，背鰭硬棘3枚、背鰭軟條24-27枚、臀鰭軟條22 -25枚，體長可達60公分，棲息在珊瑚礁、潟湖，成對或單獨出現，以珊瑚、甲殼類、海膽、腹足類等為食，卵生，雌魚會保護魚卵，可做為食用魚和觀賞魚，有雪卡魚毒的紀錄。

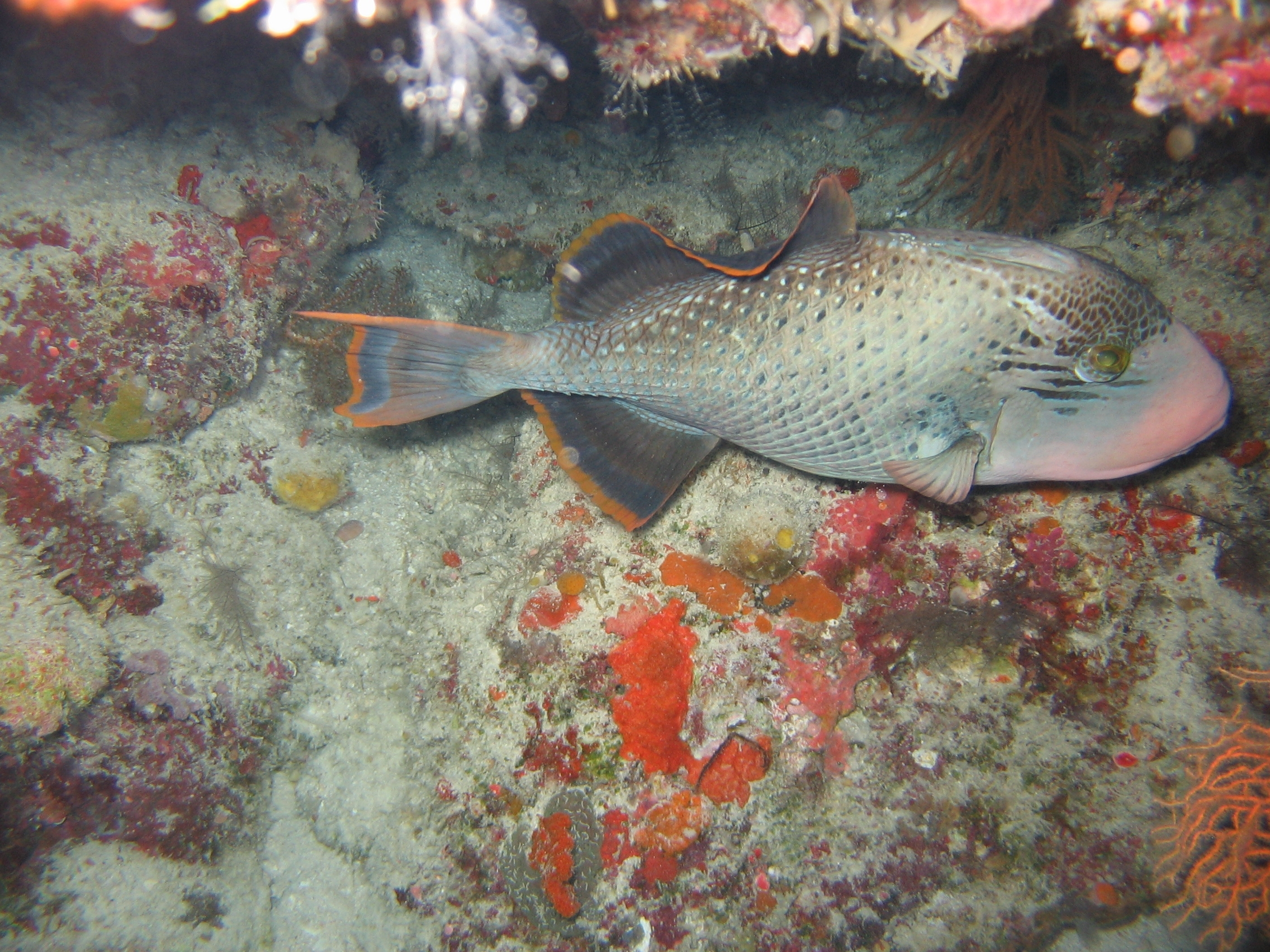
一尾黄边副鳞鲀在菲律賓阿波礁